# ブルー・オイスター・カルト
ブルー・オイスター・カルト（Blue Öyster Cult）は、アメリカ合衆国ニューヨーク州出身のハードロック・バンド。略称「BÖC」。ヘヴィメタルのルーツとなったグループの一つである。1967年に結成し、休止を挟みながら50年以上にわたって活動している。代表曲に「(Don't Fear) The Reaper」（「死神」）「Godzilla」「Burnin' for You」（「お前に焦がれて」）がある。ちなみにセバスチャン・バック （スキッド・ロウ、アメリカ）は、BOCの大ファンである。

## 歴史

### 結成/初期
1967年、サンディ・パールマンが、自作の詩「The Soft Doctrines Of Imaginos(イマジノスの柔らかな経典)」(#イマジノス参照)の世界観を、ロックによって表現するというコンセプトで、協力者アルバート・ブーチャード(B)とともにミュージシャンを集め、ニューヨーク市のロングアイランドで結成された。結成当初のバンド名は「Soft White Underbelly」であった。パールマンはマネージメントを担当し、ライブのブッキングやレコード契約を速やかにまとめて、彼らを表舞台に送り出したのであるが、バンドに与えたパールマンの影響はそれに留まらず、自作の詩をバンドのオリジナル曲の歌詞の素材として提供し、バンドが生み出した世界観にも決定的な影響を与えた。
1968年、エレクトラ・レコード向けにアルバムを制作するが、エレクトラの反応は悪く、アルバムの発売は中止される。一方バンドはシンガーを交替させ、エリック・ブルーム(Vo/G)を迎え入れる。1969年、バンドはフィルモア・イーストの舞台に立つが、ステージの評判は今ひとつであった。パールマンはバンド名の変更を決定。「オアハカ」「ストーク・フォレスト・グループ」など短期間にバンド名を入れ替える。結局バンド名が「ブルー・オイスター・カルト」に落ち着いたのは1970年のことであった。この間に、またいくつかの楽曲をレコーディングしているが、エレクトラはサンプル盤としてシングルを300枚プレスしたに留まった。

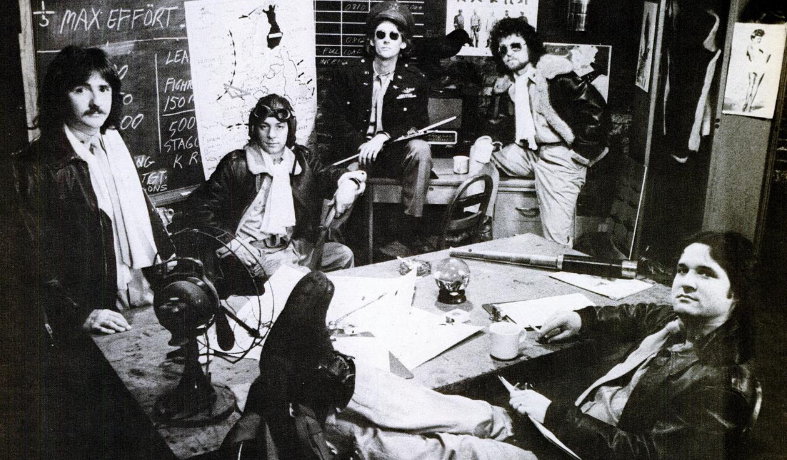
1974年のグループショット

1972年、「コロムビア・レコード」より『Blue Öyster Cult』でデビュー。変形十字のシンボルマークもこの時から使用が開始されている(#バンド名とシンボルの由来参照)。アルバムはビルボード200にチャートインし、バーズやアリス・クーパー、マハヴィシュヌ・オーケストラらと盛んにツアーを行って知名度を上げていった。レーベルは彼らをアメリカ版ブラック・サバスとして売り出そうと試み、『Tyranny and Mutation』(1973)、『Secret Treaties』(1974)とコンスタントにアルバムをリリースする。

### 全盛期
ライブ・アルバム『On your feet or on your knees』(1975)の好調なセールスにより広く知られるようになった。なお、このアルバム題名となっている'On your feet or on your knees!'を最後の曲の冒頭でMCとして叫んでいるのはニューヨーク・パンクのオリジネイターでもあるパティ・スミスである。音楽メディアはパンクとハードロックを区別したがるが、パティの例でもわかる通り、双方のジャンルの人物が交流することは、たびたび見られた。当時としてはLP盤2枚組の高価なセットであったが、N.Y.でのアンダーグラウンド系ロックの記録として未だに評価が高い録音であり、スタジオ録音のB.O.Cとは趣が異なる演奏が聴ける名作である。
次いで代表作ともいえる『Agents of Fortune』(1976)をリリースする。『Agents of Fortune』からのシングルで、リードギターのバック・ダーマが曲を作り歌も担当した「(Don't Fear) The Reaper」が全米12位まで上昇し、アルバムはゴールド・ディスクを獲得する。ダーマのボーカルはソフトで、そのバックもソフトロックサウンドであり、ハードロックサウンドは曲中の展開部の一部のインスト部に限られたもの。

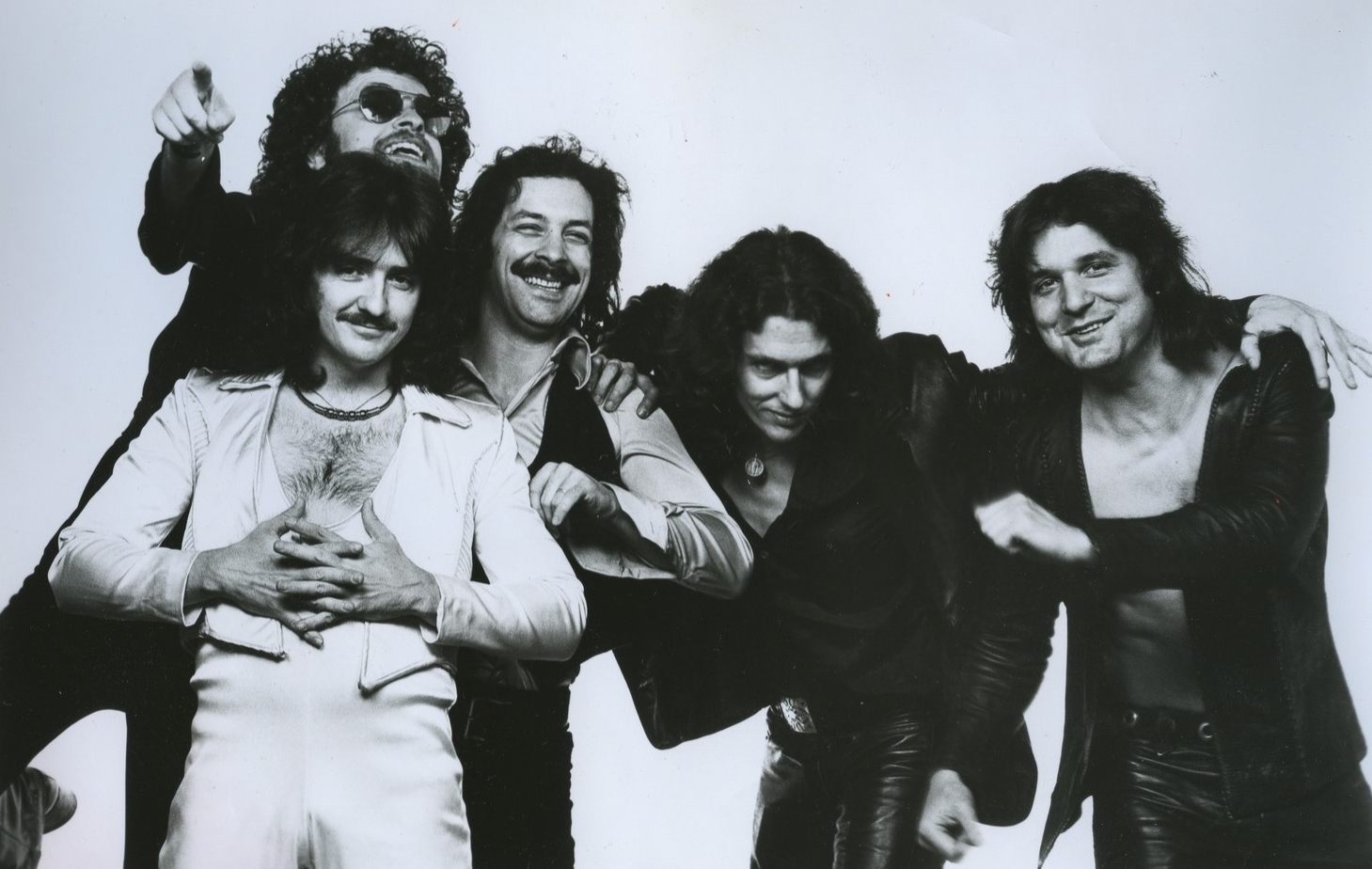
1977年のグループショット

『Spectres』(1977)では、ゴジラをテーマにしたシングル「Godzilla」が、エリック・ブルームによる日本語ナレーションを挿入したこともあり、ハード・ロック通の間でネタとして評判になるも、前作ほどの成功は収められなかった。翌年、ライブ・アルバム『Some Enchanted Evening』(1978)をリリース。プラチナ・アルバムを獲得する。コンサートにおいては、レーザー・システムを導入するなど、派手なパフォーマンスでも注目を浴びる。1979年5月には初来日を果たす。
1979年、バンドはそれまでの全てのアルバムをプロデュースしていたサンディ・パールマンに代わり、トム・ワーマンを迎えて『Mirrors』(1979)をリリースする。しかし完成したアルバムは重さに欠けるとして不評を買う。続いて、マーティン・バーチをプロデューサーに起用してアルバム『Cultösaurus Erectus』(1980)をリリース。マーティン・バーチの起用は、当時ブラック・サバスのマネージメントをも請け負っていたパールマンの引きによるものであった。つまりパールマンはブラック・サバスの『ヘヴン&ヘル』(1980)のサウンドをブルー・オイスター・カルトに持ち込もうとしたのである。この試みは一定の成果を挙げ、アルバムはイギリスにおいてもヒットする(英チャート18位)。
同じくマーティン・バーチのプロデュースした『Fire of Unknown Origin』(1981)では、シングル「Burnin' For You」が全米トップ40入りするヒットとなる。この曲は当初"バック・ダーマ" ローザー(Vo/G)のソロ・プロジェクト用に書かれたものであったが（ブルー・オイスター・カルトには合わないと判断された）、パールマンの指示でアルバムに収録されることとなった。また、本作収録の「Veteran of the Psychic Wars」の歌詞はマイケル・ムアコックが書いたことで知られている。このアルバムに伴うツアーの最中、アルバート・ブーチャード(Ds)が失踪するという事件も発生した。この時に代役となったのは、バンドのライティング担当技師だったリック・ダウニー(Ds)である。このツアー音源を元に、ライブ・アルバム『Extraterrestrial Live』(1982)をリリース。アルバート・ブーチャードがドラムを叩いているのは2曲だけで、残りはリック・ダウニーのプレイである。ダウニーはその後正式なドラマーとしてバンドに加入。この頃アルバート・ブーチャードは、バンド結成の発端であり、後述するパールマンの創作企画「イマジノス」の実現に取り組んでいた。

### 安定期/分裂
プロデューサーにブルース・フェアバーンをむかえ、『The Revölution by Night』(1983)をリリース。バンドはアルバムの出来に満足していたが、セールス的には前スタジオ作に届かなかった。このアルバムに伴うツアーを終えてリック・ダウニーは脱退。
1985年、バンドは2週間の西海岸ツアーをブッキングされるがドラマーが不在のままだったため、急遽アルバート・ブーチャードを呼び戻してツアーは行われた。ツアー終了とともにアルバート・ブーチャードは再び離脱。続いてアラン・レイニア(Key)も脱退してしまう。レーベルとの契約消化のため、バンドは不本意ながらの作品『Club Ninja』(1986)をリリース。新メンバーにジミー・ウィルコックス(Ds)とトミー・ズヴォンチェク(Key)が加入した。スタジアム・ロック的でもあるこのアルバムは、そこそこのセールスをあげたものの、以前のブルー・オイスター・カルトを知るファンからの評価は低かった。
1987年、加入したウィルコックスとズヴォンチェク(Key)が短期間で脱退。オリジナル・メンバーのエリック・ブルームと"バック・ダーマ" ローザーの2人だけとなり、バンドは空中分解する。

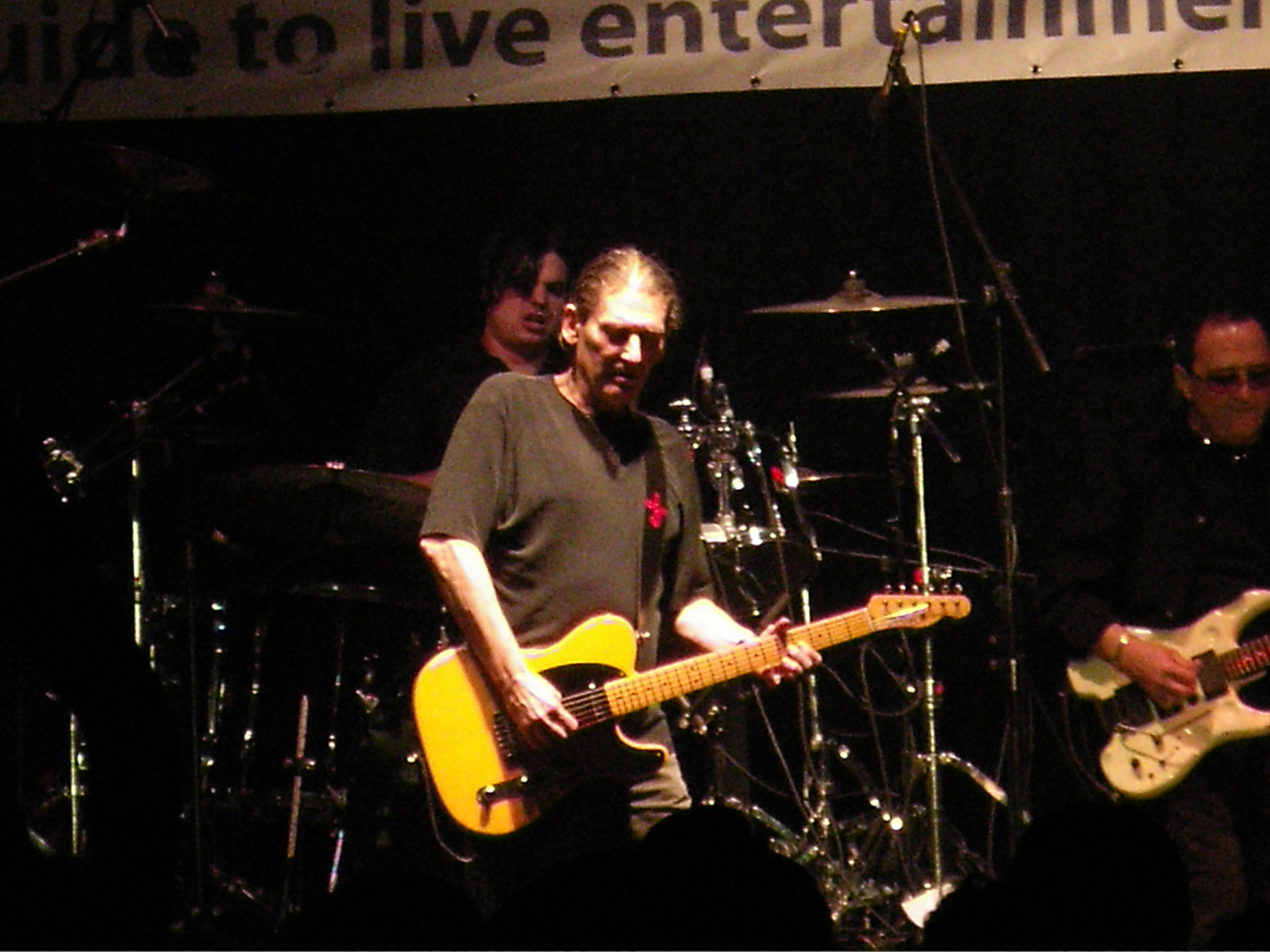
アラン・レイニア（2006年）

1988年、コンセプト・アルバム『Imaginos』が突如リリースされる。このアルバムの企画は、サンディ・パールマンが、ブルー・オイスター・カルトが結成される前から構想していたもので、そのコンセプトはハワード・フィリップス・ラヴクラフトのクトゥルフ神話をベースにしていたものだった。3rdアルバム『Secret Treaties』に収録された「Astronomy」と「Subhuman」も、実はこのコンセプトに基づき書いた曲でもあった。
アルバート・ブーチャードは、その後も曲を書き溜めており、バンドを脱退した1982年にこの作業に本格的に取り組み、レコーディングを行った。しかし「コロムビア・レコード」は、アルバート・ブーチャードのソロ・アルバムとしては、この企画に興味を示さなかったため、パールマンは、エリック・ブルームと"バック・ダーマ" ローザーに協力を仰ぎ、新たなボーカルと演奏を加え、ゲストプレイヤーにジョー・サトリアーニやロビー・クリーガーらを迎えて、ブルー・オイスター・カルト名義のアルバムとしてリリースされた。
同時に発表されたスティーヴン・キングのナレーションが入ったミュージック・ビデオとともに、コンセプト・アルバムとしての評価を得たものの売り上げは芳しくなく、バンドはレーベルのプロモーションがない状態でツアーせざるを得なかった。「コロムビア・レコード」がソニーに売却される際、バンドは契約を失ってしまった。
コンセプト・アルバム『Imaginos』以降、バンドは散発的な動きしかみせなかったが、1990年代後半に「CMCレコード」と契約してからは、活動がまた活発になる。
1998年、10年ぶりのアルバム『Heaven Forbid』をリリース。サイバーパンク系SF作家のジョン・シャーリーのコンセプト、および歌詞提供が話題となった。1999年、20年ぶり2度目の来日を果たす。2001年、アルバム『Curse Of The Hidden Mirror』をリリース。
2013年、創設メンバーの一人 アラン・レイニア(Key/G)が他界。残されたエリック・ブルームとバック・ダーマの2人を中心にメンバーチェンジを繰り返しながら、主に全盛期の曲をメインとしたライブ活動を行う。
2019年、イタリアのフロンティアーズ・レコードと契約し、2020年にはオリジナルアルバムとしては19年ぶりとなる『The Symbol Remains』をリリース。32年ぶりにビルボード200チャートイン（192位）を果たす。また2024年4月12日には、1978年から1983年の間にレコーディングされていた音源をAI技術（デミックス・ソフトウェア）とエリック・ブルーム、バック・ダーマ、アルバート・ブーチャード、リック・ダウニーらにより新たにレコーディングしたパートを用いて再構築したアルバム『Ghost Stories』（怪談）を発売した。
その他、1991年にリリースされたライブビデオからの音源で製作された『Live 1976』(1994)。2002年にリリースされたライブDVDからの音源で製作された『A Long Day's Night』(2004)、2022年にニューヨークで計3公演行われた結成50周年記念ライヴの模様を収録したCD2枚組+DVDのライブ作品『50th Anniversary Live - First Night』(2023)
などのライブアルバムがリリースされている。

## バンド名とシンボルの由来

変形十字のシンボルマーク

バンドを名づけたサンディ・パールマンによれば、ブルー・オイスター・カルトとは、パールマンの詩「イマジノス」で語られる「地球の歴史を監視するエイリアン組織」の名称である。これは"Cully's Stout Beer (カリー黒ビール)"のアナグラムから造られたとも述べている。変形十字のシンボルは、セカンドアルバムまでのジャケットデザインをしたビル・ゴーリックが、錬金術で鉛を表す記号のひとつをもとにデザインした。

## メンバー
※2019年8月時点。一部レパートリーにおいてはエリックやバック・ダーマ以外のメンバーがリード・ボーカルをとったこともあり、また「ME 262」をライヴで披露する際、アルバートもギターを持ち出してフォース・ギターの轟音パフォーマンスを行うこともあった。

### 現ラインナップ
- エリック・ブルーム (Eric Bloom) - ボーカル/ギター/キーボード (1969- )
- ドナルド "バック・ダーマ" ローザー (Donald "Buck Dharma" Roeser) - ボーカル/リードギター (1967- )
- ダニー・ミランダ (Danny Miranda) - ベース (1995-2004, 2017- )
- リッチー・カステラーノ (Richie Castellano) - リズムギター/キーボード (2004- )
- ジュレス・ラディーノ (Jules Radino) - ドラムス (2004- )

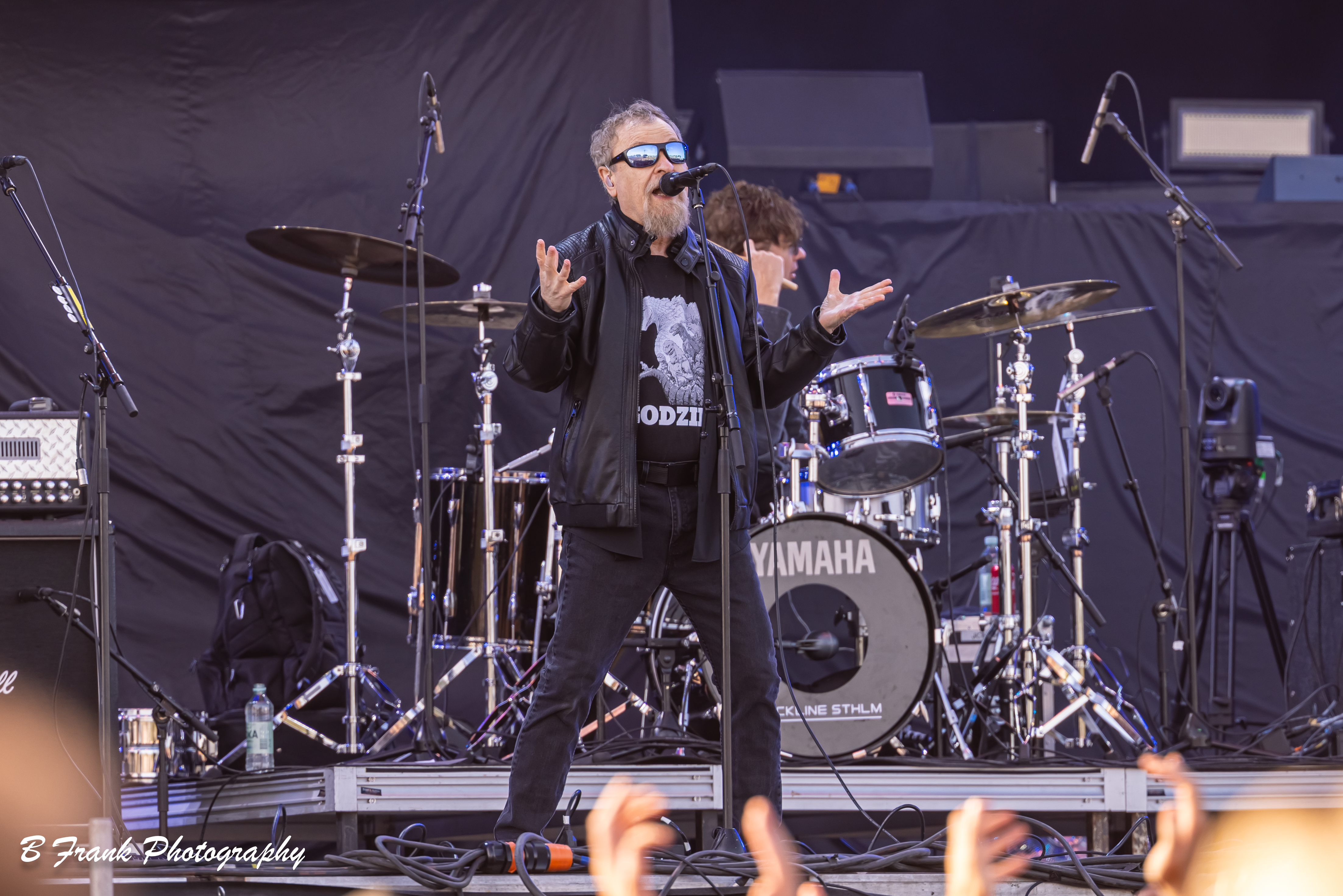
エリック・ブルーム(Vo/G) 2023年
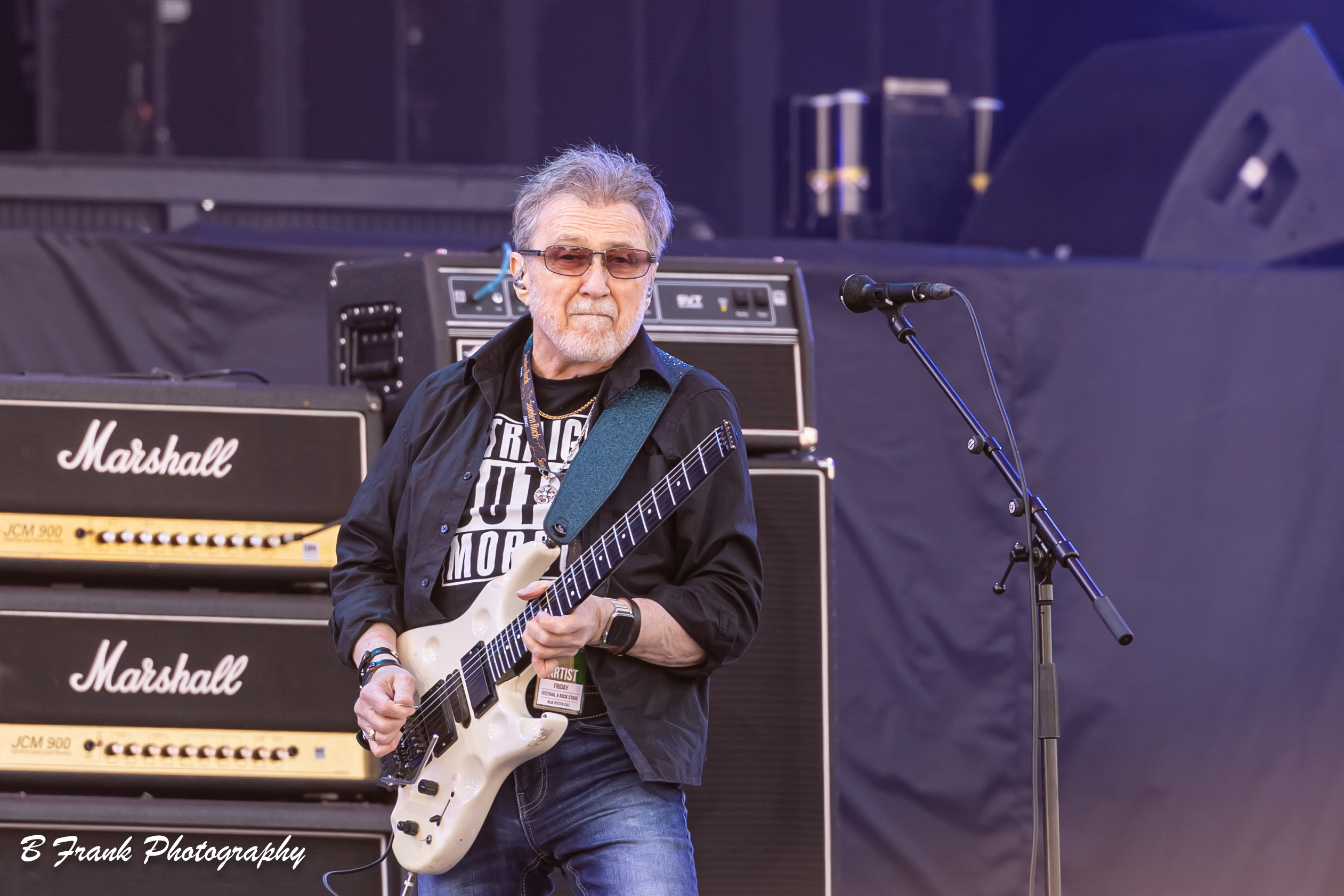
バック・ダーマ(Vo/G) 2023年
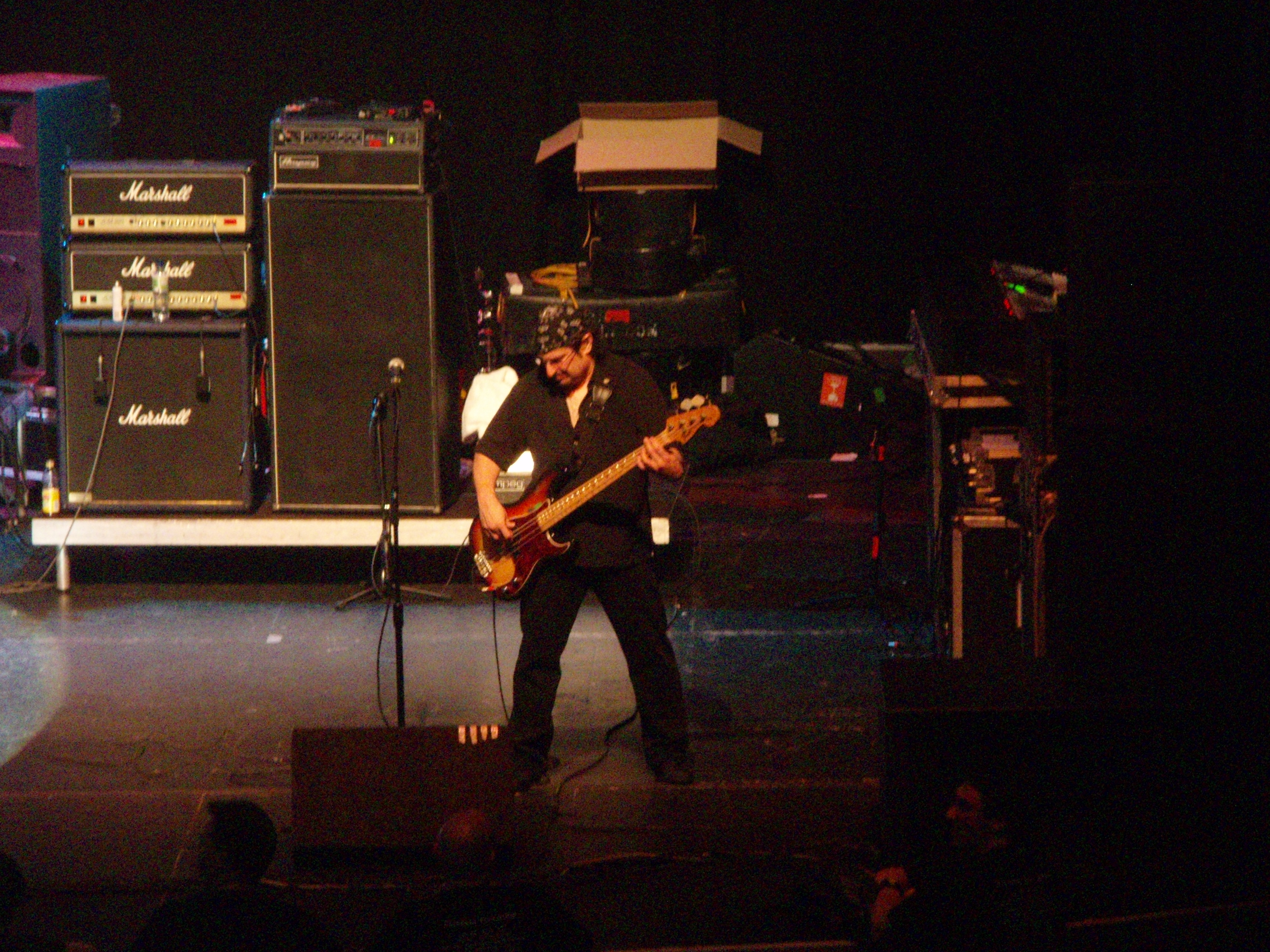
ダニー・ミランダ(B) 2008年
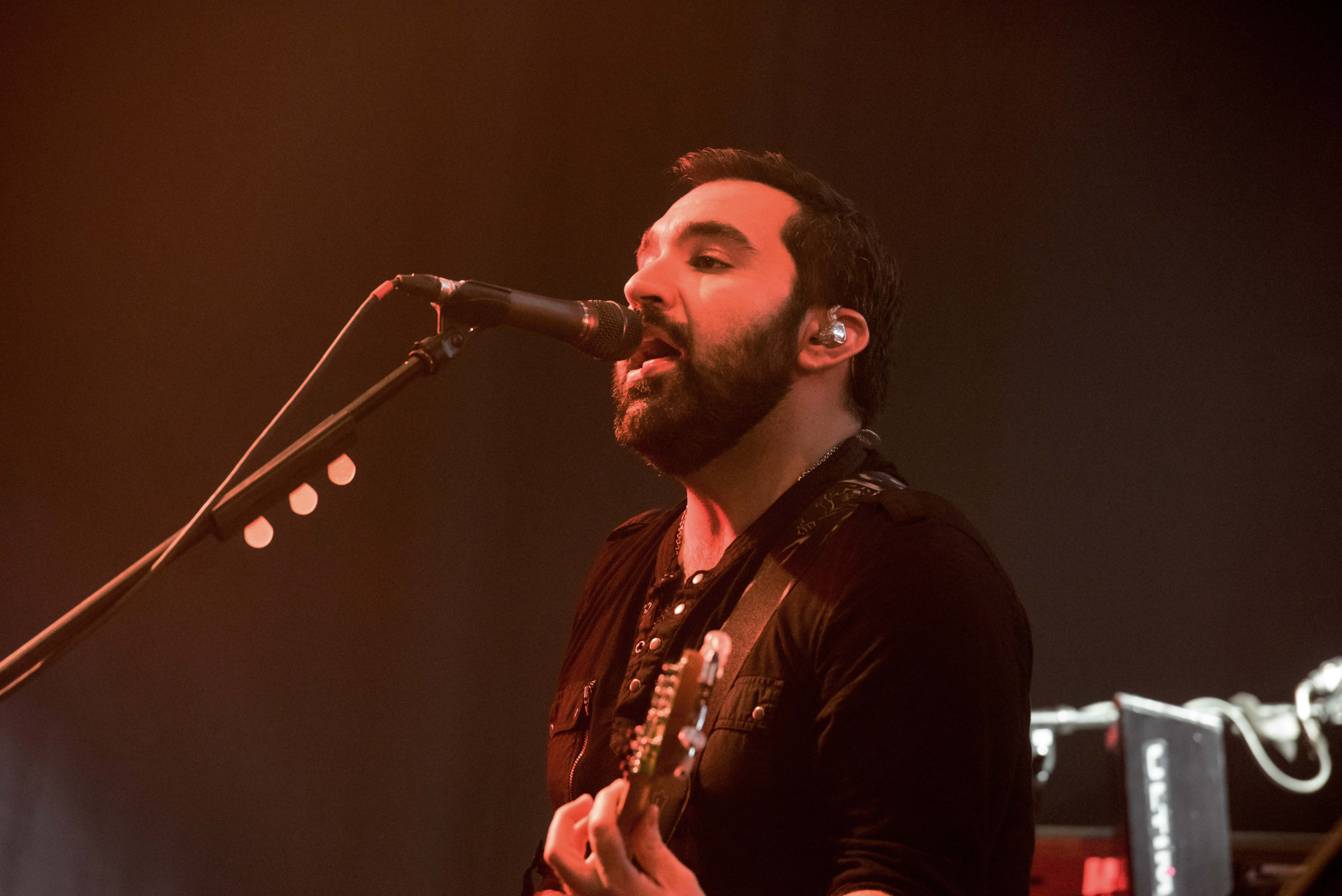
リッチー・カステラーノ(G/Key) 2016年
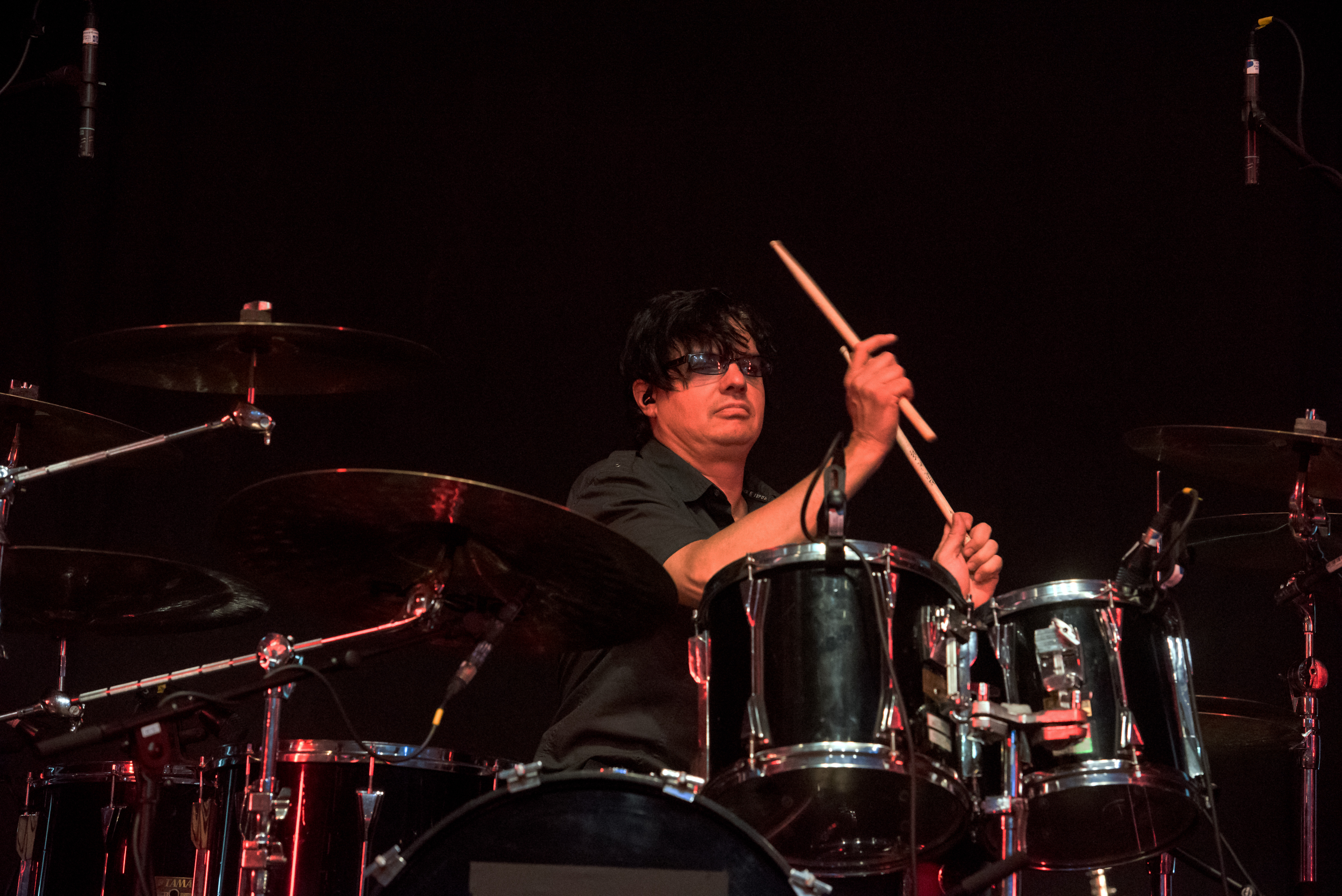
ジュレス・ラディーノ(Ds) 2016年

### 旧メンバー
- アラン・レイニア (Allen Lanier) - キーボード/ギター/ベース (1967-1985, 1987-2007, 2012) ♰RIP.2013
- アルバート・ブーチャード (Albert Bouchard) - ドラムス (1967-1981, 1985)
- アンドリュー・ウインター (Andrew Winters) - ベース (1967-1970)
- レス・ブラウンシュタイン (Les Braunstein) - ボーカル (1967-1969)
- ジョー・ブーチャード (Joe Bouchard) - ベース (1970-1986)
- リック・ダウニー (Rick Downey) - ドラムス (1981-1985)
- ジミー・ウィルコックス (Jimmy Wilcox) - ドラムス (1985-1987)
- トミー・ズヴォンチェク (Tommy Zvoncheck) - キーボード/ギター (1985-1987)
- ジョン・ロジャース (Jon Rogers) - ベース (1986–1995)
- ロン・リドル (Ron Riddle) - ドラムス (1987-1991)
- チャック・バージ (Chuck Burgi) - ドラムス (1991-1992, 1992-1995, 1996-1997)
- ジョン・ミセリ (John Miceli) - ドラムス (1992, 1995)
- グレッグ・スミス (Greg Smith) - ベース (1995)
- ジョン・オライリー (John O'Reilly) - ドラムス (1995-1996)
- ボビー・ロンディネリ (Bobby Rondinelli) - ドラムス (1997-2004)
- ルディ・サーゾ (Rudy Sarzo) - ベース (2007-2012)
- カシム・サルトン (Kasim Sulton) - ベース (2012-2017)

## ディスコグラフィ
| 年   | アルバム                            | 邦題                           | ビルボード 200 | 備考                   |
| ---- | ----------------------------------- | ------------------------------ | -------------- | ---------------------- |
| 1972 | Blue Öyster Cult                    | 狂気への誘い                   | #172           |                        |
| 1973 | Tyranny And Mutation                | 暴虐と変異                     | #122           |                        |
| 1974 | Secret Treaties                     | オカルト宣言                   | #53            |                        |
| 1975 | On Your Feet Or On Your Knees       | 地獄の咆哮                     | #22            | ライブ盤               |
| 1976 | Agents Of Fortune                   | タロットの呪い                 | #29            |                        |
| 1977 | Spectres                            | スペクターズ                   | #43            |                        |
| 1978 | Some Enchanted Evening              | 暗黒の狂宴〜B.O.C.ライヴ       | #44            | ライブ盤               |
| 1979 | Mirrors                             | ミラーズ                       | #44            |                        |
| 1980 | Cultösaurus Erectus                 | カルトサウルス・エレクタス     | #34            |                        |
| 1981 | Fire Of Unknown Origin              | 呪われた炎                     | #24            |                        |
| 1982 | Extraterrestrial Live               | E.T.L.～遥か彼方に地球を望み～ | #29            | ライブ盤               |
| 1983 | The Revölution by Night             | ナイト・レボリューション       | #93            |                        |
| 1986 | Club Ninja                          | 倶楽部ニンジャ                 | #63            |                        |
| 1988 | Imaginos                            | イマジノス                     | #122           | コンセプト・アルバム   |
| 1992 | Bad Channels                        | -                              | -              | サウンド・トラック     |
| 1994 | Live 1976                           | -                              | -              | ライブビデオ(1991)より |
| 1998 | Heaven Forbid                       | ヘヴン・フォービッド           | -              |                        |
| 2001 | Curse Of The Hidden Mirror          | -                              | -              |                        |
| 2004 | A Long Day's Night                  | -                              | -              | ライブDVD(2002)より    |
| 2020 | The Symbol Remains                  | ザ・シンボル・リメインズ       | #192           |                        |
| 2023 | 50th Anniversary Live - First Night |                                |                | ライブ作品             |
| 2024 | Ghost Stories                       | 怪談                           | -              |                        |

## 日本公演
- 1979年

5月6日 東京・中野サンプラザ、7日 東京厚生年金会館、8日 大阪厚生年金会館、9日 愛知・名古屋市公会堂、10日 東京・中野サンプラザ
- 1999年

5月15日 東京・Yokota Enlisted Club、18日～23日 東京・STB139スイートベイジル (1日2公演)

## ゲルマン語派文字
- メタル・ウムラウト - Blue Öyster Cultのように、その名称にウムラウトを使用するバンドとして、モーターヘッド(Motörhead)、モトリー・クルー(Mötley Crüe)などがある。